# Telemetría
La telemetría es una tecnología que permite la medición remota de magnitudes físicas y el posterior envío de la información hacia el operador del sistema. El término procede del griego τῆlε tele, 'distancia' y μετρον metron, 'medida'.

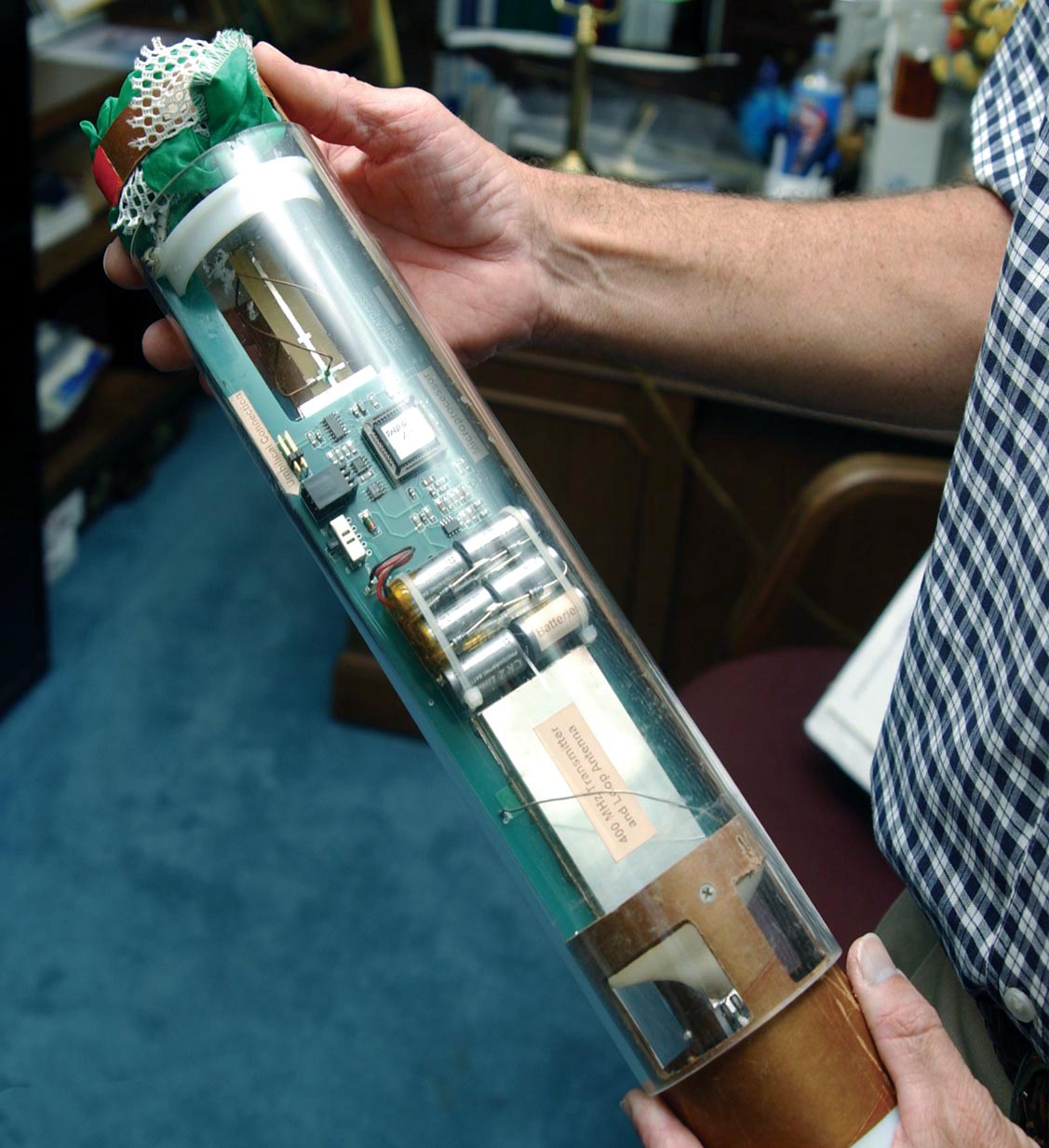
Dropsonde U.S. Air ForceUn dropsonde prescindible utilizado para capturar datos meteorológicos. La telemetría consta de sensores de presión, temperatura y humedad y un transmisor inalámbrico para devolver los datos capturados a una aeronave.

El envío de información hacia el operador en un sistema de telemetría se realiza típicamente mediante comunicación inalámbrica, aunque también se puede realizar por otros medios (teléfono, redes de computadoras, enlace de fibra óptica, etcétera). Los sistemas de telemetría reciben las instrucciones y los datos necesarios para operar desde el centro de control de misión.

## Aplicaciones
La telemetría se utiliza en grandes sistemas, tales como naves espaciales, plantas químicas, redes de suministro eléctrico, redes de suministro de gas entre otras empresas de provisión de servicios públicos, debido a que facilita la monitorización automática y el registro de las mediciones, así como el envío de alertas o alarmas al centro de control, con el fin de que el funcionamiento sea seguro y eficiente. Por ejemplo, las agencias espaciales como la NASA, la UKSA, la ESA y otras, utilizan sistemas de telemetría y de telecontrol para operar con naves espaciales y satélites.
Se utiliza en una gran variedad de campos tales como la exploración científica con naves tripuladas o no (submarinos, aviones de reconocimiento y satélites), diversos tipos de competición (por ejemplo, Fórmula 1 y MotoGP), o la operación de modelos matemáticos destinados a dar sustento a la operación de embalses.
En las fábricas, oficinas y residencias, el monitoreo del uso de energía de cada sección o equipo y los fenómenos derivados (como la temperatura) en un punto de control por telemetría facilita la coordinación para un uso más eficiente de la energía.
Una aplicación muy importante de la telemetría es la perforación de pozos petrolíferos; ésta se utiliza para la medición con herramientas navegables MWD y LWD. Se utiliza básicamente la telemetría de pulso de lodo, que se transmite a través de la tubería de perforación por medio del lodo de perforación.

## Estándares
Como en otros campos de las telecomunicaciones, existen estándares internacionales para el equipamiento y para los programas de telemetría.[¿cuál?]